# Senátní obvod č. 41 – Benešov
Senátní obvod č. 41 – Benešov je podle zákona č. 247/1995 Sb. tvořen částí okresu Benešov ohraničenou na jihu obcemi Křečovice, Maršovice, Bystřice, Popovice, Postupice, Chotýšany, Struhařov, Třebešice, Litichovice, Divišov a Český Šternberk, a na východě obcemi Chocerady, Vodslivy, Choratice, Xaverov a Drahňovice, dále částí okresu Praha-západ, tvořenou obcemi Průhonice a Jesenice, a nakonec částí okresu Praha-východ, ohraničenou na severu obcemi Šestajovice, Jirny a Horoušany.
Současným senátorem je od roku 2018 Zdeněk Hraba.

## Senátoři
| Volby | Volby                            | Senátor      | Senátor          | Volební strana | Navrhující strana | Politická příslušnost | Odkaz  |
| ----- | -------------------------------- | ------------ | ---------------- | -------------- | ----------------- | --------------------- | ------ |
|       | 1996                             |              | Libuše Benešová  | ODS            | ODS               | ODS                   | profil |
|       | 2000                             |              | Helena Rögnerová | 4KOALICE       | KDU-ČSL           | BEZPP                 | profil |
|       | 2006                             |              | Karel Šebek      | ODS            | ODS               | ODS                   | profil |
|       | 2012                             |              | Luděk Jeništa    | TOP 09, STAN   | STAN              | BEZPP                 | profil |
| 2018  |                                  | Zdeněk Hraba | STAN             | profil         | STAN              | BEZPP                 |        |
| 2024  | KONS, ODS, Monarchiste, Svobodní | Zdeněk Hraba | ODS              |                |                   | BEZPP                 |        |

## Volby

### Rok 1996
| Kandidát               | Volební strana | Navrhující strana | Politická příslušnost | Počet hlasů (1. kolo) | %     | Počet hlasů (2. kolo) | %     |
| ---------------------- | -------------- | ----------------- | --------------------- | --------------------- | ----- | --------------------- | ----- |
| PhDr. Libuše Benešová  | ODS            | ODS               | ODS                   | 17 112                | 46,12 | 21 541                | 60,88 |
| Josef Dráb             | ČSSD           | ČSSD              | BEZPP                 | 7 435                 | 20,04 | 13 839                | 39,12 |
| RNDr. Jan Minář, DrSc. | KSČM           | KSČM              | BEZPP                 | 4 892                 | 13,18 | —                     | —     |
| Ing. Vladimír Šuman    | ODA            | ODA               | ODA                   | 4 846                 | 13,06 | —                     | —     |
| Ing. Vlasta Chromá     | NK             | NK                | BEZPP                 | 2 821                 | 7,60  | —                     | —     |

### Rok 2000
| Kandidát                       | Volební strana | Navrhující strana | Politická příslušnost | Počet hlasů (1. kolo) | %     | Počet hlasů (2. kolo) | %     |
| ------------------------------ | -------------- | ----------------- | --------------------- | --------------------- | ----- | --------------------- | ----- |
| Ing. Helena Rögnerová          | 4KOALICE       | KDU-ČSL           | BEZPP                 | 19 273                | 48,39 | 24 532                | 74,50 |
| PhDr. Libuše Benešová          | ODS            | ODS               | ODS                   | 9 883                 | 24,81 | 8 393                 | 25,49 |
| Prof. MUDr. Zdeněk Seidl, CSc. | ČSSD           | ČSSD              | ČSSD                  | 5 608                 | 14,08 | —                     | —     |
| RNDr. Jan Minář, DrSc.         | KSČM           | KSČM              | BEZPP                 | 4 121                 | 10,34 | —                     | —     |
| Ing. Václav Lang               | NK             | NK                | BEZPP                 | 940                   | 2,36  | —                     | —     |

### Rok 2006
| Kandidát                       | Volební strana | Navrhující strana | Politická příslušnost | Počet hlasů (1. kolo) | %     | Počet hlasů (2. kolo) | %     |
| ------------------------------ | -------------- | ----------------- | --------------------- | --------------------- | ----- | --------------------- | ----- |
| Karel Šebek                    | ODS            | ODS               | ODS                   | 17 739                | 33,48 | 14 493                | 61,13 |
| Ing. Helena Rögnerová          | VPM            | VPM               | BEZPP                 | 10 362                | 19,56 | 9 215                 | 38,86 |
| Prof. MUDr. Zdeněk Seidl, CSc. | ČSSD           | ČSSD              | ČSSD                  | 9 648                 | 18,21 | —                     | —     |
| JUDr. Milan Hoke               | NK             | NK                | BEZPP                 | 4 498                 | 8,49  | —                     | —     |
| RSDr. Jiří Kopsa, CSc.         | KSČM           | KSČM              | KSČM                  | 3 642                 | 6,87  | —                     | —     |
| Antonín Podzimek               | KDU-ČSL        | KDU-ČSL           | BEZPP                 | 3 502                 | 6,61  | —                     | —     |
| Ing. Eva Tylová                | SZ             | SZ                | SZ                    | 3 338                 | 6,30  | —                     | —     |
| Ing. Miroslav Žirovnický       | „21“           | „21“              | „21“                  | 242                   | 0,45  | —                     | —     |

### Rok 2012
| Kandidát                   | Volební strana | Navrhující strana | Politická příslušnost | Počet hlasů (1. kolo) | %     | Počet hlasů (2. kolo) | %     |
| -------------------------- | -------------- | ----------------- | --------------------- | --------------------- | ----- | --------------------- | ----- |
| Mgr. Luděk Jeništa         | TOP 09, STAN   | STAN              | BEZPP                 | 6 198                 | 16,19 | 9 918                 | 55,05 |
| Karel Šebek                | ODS            | ODS               | ODS                   | 7 223                 | 18,87 | 8 096                 | 44,97 |
| Mgr. Ivan Cinka            | KSČM           | KSČM              | KSČM                  | 5 543                 | 14,48 | —                     | —     |
| Mgr. Věra Kisová           | ČSSD           | ČSSD              | ČSSD                  | 5 127                 | 13,39 | —                     | —     |
| PaedDr. Bc. Ivana Dobešová | ANO 2011       | ANO 2011          | BEZPP                 | 2 775                 | 7,25  | —                     | —     |
| Ing. Petr Čuřík            | NK             | NK                | BEZPP                 | 2 675                 | 6,99  | —                     | —     |
| Ing. Milan Vodička, CSc.   | Svobodní       | Svobodní          | Svobodní              | 2 306                 | 6,02  | —                     | —     |
| Bc. Aleš Znamenáček        | HNPD           | HNPD              | BEZPP                 | 2 289                 | 5,98  | —                     | —     |
| PhDr. Lenka Matoušková     | Piráti         | Piráti            | Piráti                | 1 572                 | 4,1   | —                     | —     |
| Mgr. Petr Hannig           | Suverenita     | Suverenita        | Suverenita            | 1 341                 | 3,5   | —                     | —     |
| MUDr. Alice Čečilová       | VV             | VV                | VV                    | 999                   | 2,61  | —                     | —     |
| Ing. Alan Babický, MBA.    | NÁR.SOC.       | NÁR.SOC.          | NÁR.SOC.              | 218                   | 0,56  | —                     | —     |

### Rok 2018
| Kandidát | Kandidát                         | Volební strana | Navrhující strana | Politická příslušnost | Počet hlasů (1. kolo) | %     | Počet hlasů (2. kolo) | %     |
| -------- | -------------------------------- | -------------- | ----------------- | --------------------- | --------------------- | ----- | --------------------- | ----- |
|          | JUDr. Ing. Zdeněk Hraba, Ph.D.   | STAN           | STAN              | BEZPP                 | 11 094                | 20,93 | 10 636                | 60,95 |
|          | Mgr. Jiří Kozák                  | ODS            | ODS               | ODS                   | 9 169                 | 17,29 | 6 814                 | 39,04 |
|          | Ing. Jiří Švadlena               | ANO            | ANO               | ANO                   | 7 527                 | 14,20 | —                     | —     |
|          | Mgr. Petr Chaluš                 | Piráti         | Piráti            | BEZPP                 | 5 172                 | 9,75  | —                     | —     |
|          | Mgr. Terezie Radoměřská          | TOP 09         | TOP 09            | TOP 09                | 4 766                 | 8,99  | —                     | —     |
|          | Ing. Jan Borguľa                 | KDU-ČSL        | KDU-ČSL           | KDU-ČSL               | 3 591                 | 6,77  | —                     | —     |
|          | Ing. Martin Šveda                | NK             | NK                | BEZPP                 | 3 222                 | 6,07  | —                     | —     |
|          | Mgr. Ivan Cinka                  | KSČM           | KSČM              | KSČM                  | 2 870                 | 5,41  | —                     | —     |
|          | Miroslav Křeček                  | SPD            | SPD               | SPD                   | 2 667                 | 5,03  | —                     | —     |
|          | JUDr. Ing. Petr Petržílek, Ph.D. | ČSSD           | ČSSD              | ČSSD                  | 1 969                 | 3,71  | —                     | —     |
|          | Mgr. Aleš Hemer                  | Soukromníci    | Soukromníci       | BEZPP                 | 957                   | 1,80  | —                     | —     |

### Rok 2024
Ve volbách v roce 2024 senátor Zdeněk Hraba (zvolen za hnutí STAN) obhajoval svůj mandát za koalici, kterou tvořili KONS, ODS, Monarchiste.cz a Svobodní. Jeho vyzyvatelem byli bývalý hokejový reprezentant Dominik Hašek, který kandidoval za TOP 09 s podporou Zelených. Za Piráty s podporou hnutí SEN 21 a STAN kandidovala primářka rehabilitačního oddělení Andrea Švojgrová. Kandidátem ČSSD byl podnikatel Josef Roušal. Za hnutí ANO kandidovala právnička a bývalá ministryně spravedlnosti Helena Válková. O post senátora rovněž usiloval trenér paraboxerské asociace vozíčkářů a kandidát koalice SPD a Trikolora Roman Hořejší.
V prvním kole vyhrál s 33,28 % hlasů Zdeněk Hraba. Do druhého kola s ním postoupila také Helena Válková, která obdržela 26,23 % hlasů. V něm obhájil senátorský post Zdeněk Hraba.
| Kandidát | Kandidát                         | Volební strana                      | Navrhující strana | Politická příslušnost | Počet hlasů (1. kolo) | %     | Počet hlasů (2. kolo) | %     |
| -------- | -------------------------------- | ----------------------------------- | ----------------- | --------------------- | --------------------- | ----- | --------------------- | ----- |
|          | JUDr. Ing. Zdeněk Hraba, Ph.D.   | KONS, ODS, Monarchiste.cz, Svobodní | ODS               | BEZPP                 | 14 029                | 33,28 | 15 754                | 67,10 |
|          | prof. JUDr. Helena Válková, CSc. | ANO                                 | ANO               | ANO                   | 11 058                | 26,23 | 7 722                 | 32,89 |
|          | Dominik Hašek                    | TOP 09                              | TOP 09            | BEZPP                 | 8 552                 | 20,28 | —                     | —     |
|          | MUDr. Andrea Švojgrová           | Piráti                              | Piráti            | BEZPP                 | 5 249                 | 12,45 | —                     | —     |
|          | Roman Hořejší                    | SPD, Trikolora                      | SPD               | SPD                   | 2 125                 | 5,04  | —                     | —     |
|          | Josef Roušal                     | ČSSD                                | ČSSD              | BEZPP                 | 1 137                 | 2,69  | —                     | —     |

## Volební účast
|  | nejvyšší volební účast |  | nejnižší volební účast |

| Rok  | % (1. kolo) | % (2. kolo) |
| ---- | ----------- | ----------- |
| 1996 | 36,94       | 34,52       |
| 2000 | 38,12       | 30,21       |
| 2006 | 49,67       | 19,80       |
| 2012 | 36,68       | 15,67       |
| 2018 | 49,73       | 15,31       |
| 2024 | 35,28       | 19,10       |